# Брукк-ан-дер-Лайта
Брукк-ан-дер-Ла́йта (часто также Брук-ан-дер-Лайта или Брук-на-Лайте, нем. Bruck an der Leitha) — окружной центр в Австрии, в федеральной земле Нижняя Австрия. В прошлом — резиденция графов Гаррахов.
Входит в состав округа Брук-на-Лайте. Население составляет 7587 человек (на 31 декабря 2005 года). Занимает площадь 23,81 км².

## История
Место, где расположен город, было известно ещё древним римлянам, и они располагали здесь свои войска.
Во времена вторжений мадьяр и турок город был так хорошо укреплён, что мог служить удобным пунктом для отражения первого натиска неприятеля.
В окрестностях Брук-ан-дер-Лайта вплоть до начала XX века ежегодно собирались в лагеря для больших манёвров расположенные в Нижней Австрии войска.

## Туризм
Через Брукк-ан-дер-Лайта проходит Тропа Султана — туристический пешеходный маршрут, начинающийся в Вене и заканчивающийся в Стамбуле. Проходит через территории Австрии, Словакии, Венгрии, Хорватии, Сербии, Румынии, Болгарии, Греции (Восточная Македония и Фракия) и Турции.

## Фотографии

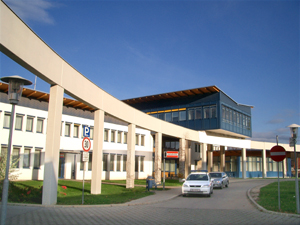
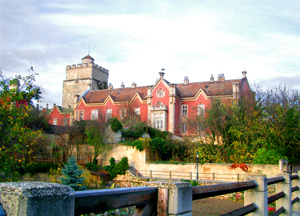
Замок
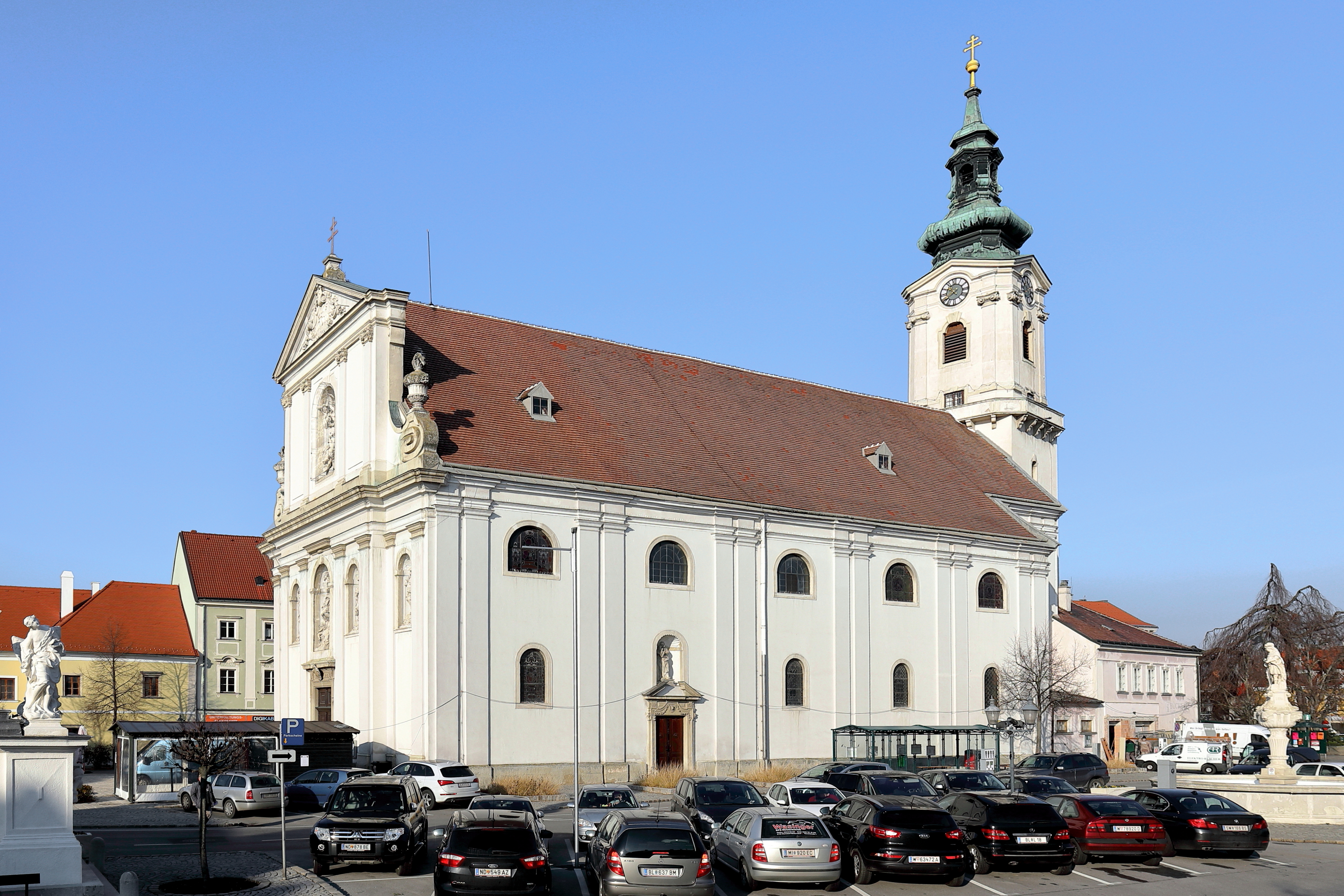
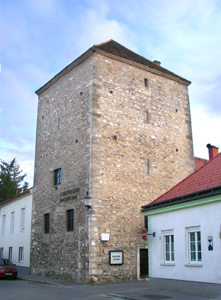